# Leichtathletik-Länderkampf der Männer 1958 Griechenland – BR Deutschland
| 2. Leichtathletik-Länderkampf mit bundesdeutscher Beteiligung 1958 | 2. Leichtathletik-Länderkampf mit bundesdeutscher Beteiligung 1958 |                              |
| ------------------------------------------------------------------ | ------------------------------------------------------------------ | ---------------------------- |
|                                                                    |                                                                    |                              |
| Ländervergleich der Männer: Griechenland – BR Deutschland          |                                                                    |                              |
| Austragungsort                                                     | Athen                                                              |                              |
| Wettbewerbe                                                        | 18                                                                 |                              |
| Datum                                                              | 10./11. Juni 1958                                                  |                              |
| 1. FRG 2. GRC                                                      | 110 Punkte 082 Punkte                                              |                              |
| Chronik                                                            |                                                                    |                              |
| ← TUR-FRG (M)                                                      | SUI-FRG-AUT Straß'lauf (M) →                                       | SUI-FRG-AUT Straß'lauf (M) → |

Mit dem zweiten Vergleich des Länderkampfjahres 1958 gegen Griechenland beendeten die bundesdeutschen Männer ihre kurze Länderkampfreise nach Südeuropa. Die Veranstaltung wurde wenige Tage nach dem Aufeinandertreffen mit der Türkei in der griechischen Hauptstadt Athen am 10./11. Juni ausgetragen. Die bundesdeutschen Leichtathleten traten nach 1953 zum zweiten Mal gegen Griechenland an. Die erste Begegnung hatte die Bundesrepublik Deutschland sehr deutlich für sich entschieden.

## Wettbewerbe und Modus
Auf dem Programm standen achtzehn Disziplinen, eine weniger als im Länderkampf zuvor gegen die Türkei. Nicht ausgetragen aus dem üblichen Länderkampfprogramm wurde neben dem 3000-Meter-Hindernislauf hier auch der 400-Meter-Hürdenlauf. Aus dem olympischen Leichtathletikwettbewerbskatalog fehlten neben den letztgenannten beiden Disziplinen der Marathonlauf, die beiden Gehdisziplinen und der Zehnkampf. Gewertet wurde in den Einzeldisziplinen wie im ersten Vergleich dieser Saison gegen die Türkei nicht nach dem Standardsystem, der Sieger erhielt vier statt fünf Punkte. In den Staffeln wurden fünf zu drei Punkte vergeben.

## Ergebnis
Die griechischen Athleten gewannen fünf Disziplinwertungen, eine davon mit einem Doppelerfolg. Damit lagen sie deutlich hinter den bundesdeutschen Sportlern, die bei zehn Doppelerfolgen dreizehn Wettbewerbe für sich verbuchen konnten. So erzielte die Bundesrepublik Deutschland mit 110 zu 82 Punkten den zweiten Sieg über diesen Gegner.

## Legende
Kurze Übersicht zur Bedeutung der Symbolik – so üblicherweise auch in sonstigen Veröffentlichungen verwendet:
| DSQ | disqualifiziert |

## Resultate

### 100 m
| Platz | Athlet               | Land | Zeit (s) |
| ----- | -------------------- | ---- | -------- |
| 1     | Armin Hary           | FRG  | 10,4     |
| 2     | Heinz Fütterer       | FRG  | 10,8     |
| 3     | Nicolas Georgopoulos | GRC  | 10,9     |
| 4     | Georgios Marsellos   | GRC  | 11,1     |

Datum: 10. Juni

### 200 m
| Platz | Athlet               | Land | Zeit (s) |
| ----- | -------------------- | ---- | -------- |
| 1     | Armin Hary           | FRG  | 21,3     |
| 2     | Walter Mahlendorf    | FRG  | 21,6     |
| 3     | Nicolas Georgopoulos | GRC  | 22,4     |
| 4     | Leonidas Kormalis    | GRC  | 22,8     |

Datum: 11. Juni

### 400 m
| Platz | Athlet               | Land | Zeit (s) |
| ----- | -------------------- | ---- | -------- |
| 1     | Vassilios Syllis     | GRC  | 48,7     |
| 2     | Horst Grone          | FRG  | 48,8     |
| 3     | Albert Radusch       | FRG  | 49,1     |
| 4     | Kostadinos Morayemos | GRC  | 49,7     |

Datum: 10. Juni

### 800 m
| Platz | Athlet             | Land | Zeit (min) |
| ----- | ------------------ | ---- | ---------- |
| 1     | Paul Schmidt       | FRG  | 1:51,1     |
| 2     | Evangelos Depastas | GRC  | 1:52,2     |
| 3     | Edmund Brenner     | FRG  | 1:52,4     |
| 4     | Matskanidis        | GRC  | 1:53,6     |

Datum: 11. Juni

### 1500 m
| Platz | Athlet                 | Land | Zeit (min) |
| ----- | ---------------------- | ---- | ---------- |
| 1     | Edmund Brenner         | FRG  | 3:47,6     |
| 2     | Demetre Constantinidis | GRC  | 3:48,1     |
| 3     | Max Rentsch            | FRG  | 3:52,8     |
| 4     | Sotiris Lachtaridis    | GRC  | 3:58,5     |

Datum: 10. Juni

### 5000 m
| Platz | Athlet                | Land | Zeit (min) |
| ----- | --------------------- | ---- | ---------- |
| 1     | Christos Chiotis      | GRC  | 14:26,8    |
| 2     | Georges Papavassiliou | GRC  | 14:31,8    |
| 3     | Ludwig Müller         | FRG  | 14:41,2    |
| 4     | Herbert Schade        | FRG  | 15:06,6    |

Datum: 10. Juni

### 10.000 m
| Platz | Athlet           | Land | Zeit (min) |
| ----- | ---------------- | ---- | ---------- |
| 1     | Herbert Schade   | FRG  | 31:04,0    |
| 2     | Walter Konrad    | FRG  | 31:13,4    |
| 3     | Ioannis Glentzos | GRC  | 31:36,8    |
| 4     | Apostolopoulos   | GRC  | 34:13,8    |

Datum: 10. Juni

### 110 m Hürden
| Platz | Athlet             | Land | Zeit (s) |
| ----- | ------------------ | ---- | -------- |
| 1     | Günter Brand       | FRG  | 14,8     |
| 2     | Walter Pensberger  | FRG  | 14,9     |
| 3     | Georgios Marsellos | GRC  | 14,9     |
| 4     | Korobakis          | GRC  | 15,6     |

Datum: 10. Juni

### 4 × 100 m Staffel
| Platz | Besetzung      | Land                                                                  | Zeit (s)                    |
| ----- | -------------- | --------------------------------------------------------------------- | --------------------------- |
| 1     | Griechenland   | Georgios Marsellos Leonidas Kormalis Tsalamanios Nicolas Georgopoulos | 43,1                        |
| DSQ   | BR Deutschland | Lothar Knörzer Walter Mahlendorf Heinz Fütterer Armin Hary            | Wechselraum- überschreitung |

Datum: 10. Juni

### 4 × 400 m Staffel
| Platz | Besetzung      | Land                                                                       | Zeit (min) |
| ----- | -------------- | -------------------------------------------------------------------------- | ---------- |
| 1     | BR Deutschland | Albert Radusch Udo Waldheim Host Grone Manfred Poerschke                   | 3:17,2     |
| 2     | Griechenland   | Leonidas Kormalis Kostadinos Morayemos Evangelos Depastas Vassilios Syllis | 3:20,4     |

Datum: 11. Juni

### Hochsprung
| Platz | Athlet      | Land | Höhe (m) |
| ----- | ----------- | ---- | -------- |
| 1     | Theo Püll   | FRG  | 1,95     |
| 2     | Werner Bähr | FRG  | 1,90     |
| 3     | Paraskakis  | GRC  | 1,85     |
| 4     | Bellas      | GRC  | 1,80     |

Datum: 11. Juni

### Stabhochsprung
| Platz | Athlet             | Land | Höhe (m) |
| ----- | ------------------ | ---- | -------- |
| 1     | Georgios Roumbanis | GRC  | 4,50     |
| 2     | Dieter Möhring     | FRG  | 4,20     |
| 3     | Rigas Efstathiadis | GRC  | 4,10     |
| 4     | Rudolf Zech        | FRG  | 4,00     |

Datum: 11. Juni

### Weitsprung
| Platz | Athlet         | Land | Weite (m) |
| ----- | -------------- | ---- | --------- |
| 1     | Ronald Krüger  | FRG  | 7,22      |
| 2     | Hermann Strauß | FRG  | 7,02      |
| 3     | Kazantzidis    | GRC  | 6,88      |
| 4     | Papous         | GRC  | 6,79      |

Datum: 10. Juni

### Dreisprung
| Platz | Athlet            | Land | Weite (m) |
| ----- | ----------------- | ---- | --------- |
| 1     | Hermann Strauß    | FRG  | 15,07     |
| 2     | Constantin Sfikas | GRC  | 14,45     |
| 3     | Manfred Bäcker    | FRG  | 14,35     |
| 4     | Anastasios Dodos  | GRC  | 14,25     |

Datum: 11. Juni

### Kugelstoßen
| Platz | Athlet              | Land | Weite (m) |
| ----- | ------------------- | ---- | --------- |
| 1     | Hermann Lingnau     | FRG  | 17,51     |
| 2     | Dietrich Urbach     | FRG  | 17,37     |
| 3     | Georgios Tsakanikas | GRC  | 16,28     |
| 4     | Krikettos           | GRC  | 15,02     |

Datum: 10. Juni

### Diskuswurf
| Platz | Athlet              | Land | Weite (m) |
| ----- | ------------------- | ---- | --------- |
| 1     | Antonios Kounadis   | GRC  | 50,75     |
| 2     | Dieter Möhring      | FRG  | 50,41     |
| 3     | Dietrich Urbach     | FRG  | 49,71     |
| 4     | Georgios Tsakanikas | GRC  | 46,06     |

Datum: 11. Juni

### Hammerwurf
| Platz | Athlet             | Land | Weite (m) |
| ----- | ------------------ | ---- | --------- |
| 1     | Alfons Wiegand     | FRG  | 58,61     |
| 2     | Willi Glotzbach    | FRG  | 56,69     |
| 3     | Dimitrios Manolias | GRC  | 50,61     |
| 4     | Frangiskos Politis | GRC  | 50,08     |

Datum: 11. Juni

### Speerwurf
| Platz | Athlet            | Land | Weite (m) |
| ----- | ----------------- | ---- | --------- |
| 1     | Herbert Koschel   | FRG  | 71,92     |
| 2     | Heinrich Will     | FRG  | 70,11     |
| 3     | Napoleon Demos    | GRC  | 65,34     |
| 4     | Myron Anyfandakis | GRC  | 58,82     |

Datum: 11. Juni